# Derek Ricketts
Derek Ricketts es un jinete británico que compitió en la modalidad de salto ecuestre.
Ganó una medalla de oro en el Campeonato Mundial de Saltos Ecuestres de 1978 y dos medallas en el Campeonato Europeo de Saltos Ecuestres, oro en 1979 y plata en 1977.

## Palmarés internacional
| Campeonato Mundial | Campeonato Mundial      | Campeonato Mundial | Campeonato Mundial |
| Año                | Lugar                   | Medalla            | Categoría          |
| ------------------ | ----------------------- | ------------------ | ------------------ |
| 1978               | Aquisgrán (RFA)         | Medalla de oro     | Por equipos        |
| Campeonato Europeo |                         |                    |                    |
| Año                | Lugar                   | Medalla            | Categoría          |
| 1977               | Viena (Austria)         | Medalla de plata   | Por equipos        |
| 1979               | Róterdam (Países Bajos) | Medalla de oro     | Por equipos        |